# 亞特蘭大節奏部分
亞特蘭大節奏部分（Atlanta Rhythm Section 或ARS）是一支美國南方搖滾樂隊，由 Rodney Justo（歌手）、貝瑞·貝利（吉他手）、Paul Goddard（貝斯手）、迪恩·道特里（鍵盤手）、羅伯特·尼克斯（鼓手）和J. R. 科布（吉他）。 1972年至1982年，在羅尼·哈蒙德擔任主唱的帶領下，樂團在排行榜上取得了最大的成功。 1988年至2001年，哈蒙德再次回歸。樂隊現任陣容包括賈斯托、吉他手大衛·安德森和史蒂夫·斯通、鍵盤手李·希利、貝斯手賈斯汀·森克和鼓手羅傑·史蒂芬。

## 早期事業
1970年春季，Candymen樂隊的前成員（Rodney Justo、迪恩·道特里和羅伯特·尼克斯）和Classics IV樂團（Daughtry和J. R. Cobbville）成為位於亞特蘭大附近喬治亞州多拉維爾新開幕的Studio One錄音工作室的Session Musician錄音樂隊。
在演奏了其他藝術家的錄音之後，亞特蘭大節奏組於1970年5月成立，成員包括 Justo (歌手)、Barry Bailey (吉他)、Paul Goddard (貝斯)、Daughtry（鍵盤）、尼克斯(鼓) 和 科布 (吉他)。貝利和戈達德曾在多個樂隊中合作過，而且像 Candymen樂隊一樣，也曾為羅伊·奧比森擔任伴奏。樂隊的名字是由Studio One 的老闆Buddy Buie和他的兩個合夥人 Cobb和Bill Lowery想出來的。
樂隊與迪卡唱片簽約，並於1972年1月發行了他們的第一張專輯《Atlanta Rhythm Section》。接替他的是Studio One工程師羅德尼·米爾斯的助理羅尼·哈蒙德。米爾斯後來還擔任過樂團的巡迴經理和音響師，而布伊也是樂隊的經理和製作人，也是Studio One的共同擁有者，在幾乎所有的歌曲創作記錄中，布伊都名列第一。在哈蒙德加入後，樂隊的第二張專輯《Back Up Against the Wall》（1973年2月）也未能暢銷，因此迪卡唱片將ARS從其名單中剔除。
Buie的經紀人Jeff Franklin常駐紐約，他幫助該樂隊與迪卡唱片達成協議，隨後ARS與Polydor Records簽約，於1974年8月發行第三張專輯《Third Annual Pipe Dream》。其中一首曲目《Jesus Hearted People》中演唱（Buie、Bailey、Goddard、Daughtry和Rodney Mills在建立 Studio One之前都曾是Master Sound和LeFevre的工作室 LeFevre Sound的常客）。《Pipe Dream》誕生了樂團的第一首熱門單曲《Doraville》，該單曲最高排名第35位，並於1974年11月將這張專輯推升至《Billboard》'的Top 2007排行榜的第4位。
樂團接下來的兩張專輯《Dog Days》（1975年8月）和《Red Tape》（1976年4月）的銷量甚至更少。1975年7月18日，樂隊與亞特蘭大交響樂隊一起在亞特蘭大查斯頓公園的一場戶外演出中亮相；同年8月，他們在佛羅里達州傑克遜維爾的Gator Bowl為誰人樂團開場，佛羅里達州傑克遜維爾和在佛羅里達州西棕櫚灘的市立禮堂為滾石樂隊開場。

## 走紅期
曝光率的提高得到了回報，樂隊的下一張專輯《A Rock and Roll Alternative》（1976年12月）在《告示牌》排行榜上升至第13位，並於1977年春季獲得金牌認證。
1977年9月3日，ARS在亞特蘭大佐治亞理工學院校園內的Bobby Dodd Stadium舉辦了迄今為止規模最大的演出——Dog Day Rockfest。Heart和Foreigner是開場表演，Bob Seger and the Silver Bullet Band與ARS共同領銜演出。
1978年1月，ARS發行了其最成功的專輯《Champagne Jam》，該專輯以歌曲《Large Time》開場，向林納·史金納致敬，樂隊成員中的一些人在1977年10月的 飛機失事 喪生。《Champagne Jam》成為他們最暢銷的專輯，銷售超過一百萬張並獲得白金認證。這張專輯為樂團提供了另外兩首熱門歌曲《Imaginary Lover》（排名第7）和《I'm Not Gonna Let It Bother Me Tonight》（排名第14）。
1978年6月24日，樂隊出現在英國 Knebworth的Knebworth音樂節上，當晚到場觀眾達6萬，其他表演者包括Genesis、Jefferson Starship 、Tom Petty and the Heartbreakers 、Brand X、Devo和Roy Harper。
1978年7月1日，樂隊在位於德克薩斯州達拉斯的Cotton Bowl的Texxas Jam為超過80,000名觀眾演出，其他藝人包括Walter Egan、Van Halen、Eddie Money、Head East、Journey、Heart、Ted Nugent和 史密夫飛船。1978年8月26日，Canada Jam在加拿大安大略省鮑曼維爾的莫斯波特公園舉行，吸引了當時最多的觀眾（超過110,000名），其中包括Doobie Brothers和Commodores等。接下來的一周，ARS於1978年9月3日在佐治亞理工學院的格蘭特球場舉辦了自己的搖滾音樂節Champagne Jam，其他參與者包括Santana、Doobie Brothers 、Eddie Money 、Mose Jones和Mother's Finest。
三週後，應總統吉米卡特的邀請，他們出現在白宮草坪上，參加他的兒子奇普28歲生日派對。該樂隊此前曾在卡特擔任喬治亞州州長期間，在為他們的第三張專輯舉行的新聞發布會上見過他，並在1976年卡特競選總統期間為他競選。
亞特蘭大節奏部分的第八張專輯《Underdog》於1979年6月發行，並產生了20首熱門歌曲《Do It or Die》（排名第19）和《Spooky》（排名第17），這是科布和布伊1968年Classics IV熱門歌曲的翻唱。
1979年初，樂隊的主要作詞人、鼓手羅伯特·尼克斯與經理兼製作人布伊因樂團的音樂方向而發生爭執。尼克斯希望樂隊朝著更搖滾的方向發展，而布伊則對他們目前的風格感到滿意，即融入了更為柔和的民謠。樂隊其他成員對尼克斯過度的「生活方式選擇」感到不滿，這決定了他的命運，他被曾為Lobo演奏過的Roy Yeager取代。
1979年7月7日，在喬治亞理工學院舉辦的Champagne Jam II音樂會，表演嘉賓包括亞特蘭大節奏部分、空中铁匠、the Cars、Dixie Dregs、Mother's Finest和Whiteface。同年十月，Studio One的ARS現場表演以雙張現場專輯《Are You Ready》的形式發行。

## 衰退與離去
1980年8月，ARS連同Cheap Trick和其他樂隊一起在日本舉辦了三場音樂會，作為“Japan Jam 2”的一部分。
隨著電台節目製作人開始將注意力從南方搖滾轉向新浪潮音樂等其他搖滾流派，《多拉維爾男孩》（1980年8月）的銷量急劇下滑。這張專輯沒有推出任何熱門單曲，也是他們為波麗佳音創作的最後一張專輯。銷售下滑的另一個原因可能是他們的支持者阿尼·蓋勒於1977年離開波麗佳音，並與巴迪·布伊共同創立了布伊/蓋勒集團和BGO唱片公司。結果，樂隊離開了波麗佳音，並導致該公司對樂團提起違約訴訟，最終以樂隊勝訴告終。
布魯斯·倫德瓦爾在哥倫比亞唱片開出了更好的條件，後者於1981年8月發行了下一張ARS專輯《Quinella》，其中包含熱門歌曲《Alien》(#29)，但與《The Boys From Doraville》一樣銷售量不佳。
1982年，ARS為CBS製作了第二張專輯，名為《Longing For A Feeling》（未發行專輯中的一首歌曲《Sleep With One Eye Open》也被提出作為可能的標題）。在完成之前，哥倫比亞廣播公司希望樂團刪除一些曲目並錄製更多曲目。布伊和樂隊拒絕了，專輯被擱置，哥倫比亞廣播公司也終止了與亞特蘭大節奏部分的合約。 “這在某種程度上阻礙了他們的職業生涯”，製片人比爾·洛厄裡說：“另一個問題是我們無法擺脫合約。據我記得，他們玩弄了我們好幾個月。”
1982年末，歌手羅尼·哈蒙德決定離開 ARS，開始單飛生涯，布伊也加入了進來（布伊不再是ARS的經紀人），但他們與阿拉巴馬音樂家合作的作品從未獲得商業發行。在買下合夥人的股份後，布伊繼續經營 Studio One，直到 1986 年將其賣給了喬治亞州立大學。不幸的是，營運工作室的成本太高，工作室於1989年關閉，後來被拆除。布伊於2015年7月18日去世，享年74歲。
1982年，樂隊在代托納比奇巡迴演出時，鼓手羅伊·耶格爾被一棵倒下的樹絆倒，腿部嚴重骨折。樂隊的一名巡迴工作人員 Danny Biget 接任鼓手，ARS說服羅德尼·胡斯托在1983年初回來參加一些演出。20世紀70年代中期，胡斯托再次從伴唱歌手轉為主唱，加入了一支來自阿拉巴馬州名Beaverteeth的樂隊。隨後，他離開音樂界多年，最終在一家葡萄酒公司擔任銷售職位。
1983-1984年間，樂隊前往納許維爾，嘗試與Buddy Buie的前合夥人、一位更注重鄉村音樂的製作人Chips Moman合作，與製作人Buddy Killen和前Capricorn Records負責人Phil Walden合作，成立了一家名為Triad的新唱片公司。但成果來得緩慢，由於對鄉村音樂的方向不滿意，貝斯手Paul Goddard和鼓手Biget離開，與英國製作人Eddy Offord合作，與前Dixie Dregs鍵盤手T Lavitz和吉他手Pat Buchanan搖滾了另一支樂隊，名為Interpol，這支樂隊的方向更為前衛搖滾；不幸的是，國際刑警組織從未真正開始行動。Chips Moman Nashville計劃暫定名為《Hardball》；雖然已經完成，但是這張專輯與他們之前為CBS製作的作品一樣從未發行。
1983年末，兩位新成員Tommy Stribling (貝斯) 和Keith Hamrick (鼓) 加入，ARS現已沒有唱片合約，繼續演出，主要是在南部。曾與比利喬羅亞爾一起演奏的南卡羅來納州格林維爾人安迪·安德森被他的朋友哈姆里克推薦為新主唱，並在賈斯托 被解僱後在未發行的Moman項目中演唱。
1985年，樂團嘗試了一位新歌手傑夫·洛根，他之前是High Cotton樂隊的長號演奏者。洛根參加了兩場演出，但沒有成功，因為他的高音不適合這支樂隊，他並不是真正的主唱，而且他也沒有學過歌曲。安德森很快就回歸並擔任主唱。貝斯手Stribling於1986年2月離職，將樂隊交給史蒂夫·斯通。
1986年末，J. R. 科布離開樂隊，前往Moman位於孟菲斯的新工作室 (其中包括The Highwaymen的錄音室從事歌曲創作和錄音工作，而Stribling則回來彈吉他。人員變動仍在繼續，哈姆里克也於1986年底離職，由肖恩·伯克（於1987年初加入）接替。1987年，樂隊加入了另一位新主唱肖恩·威廉姆森。

## 羅尼·哈蒙德回歸
1988年，哈蒙德、貝利、道特里與肖恩·伯克以及兩位新演奏家布倫丹·奧布萊恩（吉他手）和 J. E. 加內特（貝斯手）一起重返錄音室，連同巴迪·布伊和羅德尼·米爾斯一起製作了一張更具搖滾風格的專輯。
ARS八年來的第一張專輯《Truth in a Structured Form》於1989年10月由 CBS/Epic 的子公司 Imagine 發行，其特點是幾乎每一首曲目都伴隨著沉重的鼓聲，歌曲的潤色更為尖銳、更為合成，除了一首歌外，所有歌曲均由Buddy Buie和Ronnie Hammond創作的做法均由 Buddy Buie 和 Ronnie Hammond 創作。奧布萊恩是專輯的聯合製作人兼吉他手，他受到邀請與樂隊一起巡演卻他拒絕，而是選擇繼續從事錄音工作（如今，他是一位備受追捧的製作人，曾跟鮑勃·迪倫、珍珠醬樂隊和布魯斯·斯普林斯汀合作）。
隨後史蒂夫·斯通回歸，這次回歸擔任吉他手。但《Truth》專輯銷量不佳，樂隊繼續巡演，錄製工作再次中斷，伯克的朋友賈斯汀·森克於1992年5月取代加內特擔任貝斯手（此前一年年底在肯塔基州路易斯維爾的一場演出中他替補了他），R.J.。1995年，伯克腿部受傷後，維利接替他擔任鼓手。
1995年，樂隊重返錄音室，這次重新錄製了一些經典歌曲。這張新專輯是在北卡羅來納州錄製的，其現場錄音室聲音《亞特蘭大節奏組 '96》（1996年4月由 CMC International 發行）對他們的一些經典曲調進行了不同的、不太精緻的演繹，捕捉了他們那個時期現場表演的聲音。也是在這個時候，ARS 被選入喬治亞州音樂名人堂。該樂隊與「經典時代」成員科布、尼克斯和戈達德一起，於1996年9月在喬治亞世界會議中心舉行的入職儀式上受到表彰。
隨後ARS錄製了專輯《Partly Plugged》，並於1997年1月由獨立唱片公司Southern Tracks發行。這張專輯收錄了一些新歌以及更多經典歌曲的翻唱。
1998年12月28日，多年來一直與酗酒和憂鬱症作鬥爭的歌手羅尼·哈蒙德在佐治亞州梅肯與警察發生衝突，隨後被警察開槍打死。哈蒙德受了重傷，但後來患上了憂鬱症，但他倖存了下來。
樂隊的第十五張專輯《Eufaula》於1999年2月發行，但問題幾乎立即出現，因為唱片公司Platinum Entertainment面臨財務困難，所以無法按預期支持該專輯。
ARS繼續從事小範圍的巡迴演出。但1999年11月13日，悲劇發生了。在樂隊結束佛羅裡達州奧蘭多音樂節下午的演出後，37 歲的鼓手 R. J. Vealey 抱怨消化不良，隨後倒下並因心臟病發作去世。吉他手巴里貝利說：“這非常突然，令人震驚”。 “他是一位出色的鼓手，是這支樂隊有史以來最好的鼓手。” ARS 隨後繼續招募新鼓手 Jim Keeling。

## 後期轉變
1999年初，由於哈蒙德住院，安迪·安德森回到樂團擔任主唱，直到哈蒙德康復後才重返樂團。2000年5月，安德森再次來代替哈蒙德再演出另一場。但在2001年，當哈蒙德決定與另一個樂團「經典搖滾之聲」一起演出時，安德森又回來了。此後不久，哈蒙德就停止了巡演，轉而專注於家庭和歌曲創作。2002年12月6日，哈蒙德在梅肯的威士忌河俱樂部舉行了退休演出。哈蒙德在迪恩·道特里、賈斯汀·森克、史蒂夫·斯通、吉姆·基林、溫德爾·考克斯（來自 Travis Tritt 的樂隊）和邁克·考西（來自 Stillwater）。 2011年3月14日，哈蒙德在喬治亞州福賽斯因心臟衰竭去世，享年60歲。
2006年初，患有多發性硬化症的巴里貝利退出樂隊，照顧罹患癌症的妻子。從那時起，史蒂夫·斯通擔任樂隊的大部分主音吉他手，安迪·安德森的長期隊友艾倫·阿卡迪則擔任樂隊的第二吉他手。阿卡迪是納許維爾的老將，他在樂團待了一年多，直到2007年4月，吉姆·基林的朋友、來自阿拉巴馬州亨茨維爾的戴維·安德森（來自兄弟藤壺樂隊）加入樂隊擔任新吉他手。
2006年，前ARS鼓手Roy Yeager捲入了有關摧毀田納西州美國內戰地標爭議。
2008年3月26日，歌手安迪·安德森準備搭飛機前往拉斯維加斯，與樂隊在黃金海岸酒店和賭場舉行兩晚演出，卻突發心臟病。安迪的朋友史蒂夫·克羅森（曾在比利·喬·羅亞爾的樂隊中與他一起演奏多年）住在拉斯維加斯，因此能夠在短時間內介入。4月和5月，原歌手 Rodney Justo回歸，ARS 1987-88年主音Shaun Williamson也加入其中，直到安迪5月恢復健康後才回歸。

## 保羅·戈達德和羅德尼·胡斯托回歸
2011年5月，原主唱羅德尼·胡斯托重返樂隊，距他1972年離開已有近四十年。原貝斯手保羅·戈達德在28年後也回歸。然而，戈達德在樂隊的第二次任期是短暫的，因為他於2014年4月29日因癌症去世。
在戈達德去世後，ARS樂隊繼續演出，陣容包括羅德尼·胡斯托、迪恩·道特里、史蒂夫·斯通、戴夫·安德森、賈斯汀·森克和吉姆·基林。基林離開ARS是為了花更多時間陪伴家人，2016年3月，胡斯託的朋友羅傑·斯蒂芬（也曾與馬蒂·巴林一起當鼓手）取代了基林的位置。

## 現今發展
樂隊仍在巡迴演出，主要在音樂節和懷舊主題音樂會上演出。
他們最近的新專輯《With All Due Respect》（2011年5月）主要是翻唱其他藝術家的歌曲（Lynyrd Skynyrd 、Allman Brothers等）以及經典 ARS 曲調的重新錄製，由長期工程師 Rodney Mills 在 Southern Tracks Studios 完成。這張專輯還邀請了羅德尼·胡斯托和保羅·戈達德在重新加入樂隊之前作為嘉賓表演，以及羅尼·哈蒙德的最後一次錄音表演。
《From The Vaults》（2012年5月）由Fuel和Sunset Blvd 唱片公司發行，是一張雙CD合集，收錄了未發行的錄音室和現場曲目，甚至還收錄了一些 ARS Candymen 之前的表演。《From The Vaults》於2023年夏天以《Time Machine》為名重新發行，其中包含許多相同的曲目和一些不同的曲目。
2017年春天，喬治亞州羅馬的鍵盤手Lee Shealy被請來取代手腕骨折的Dean Daughtry。同年8月至10月，歌手安迪·安德森再次回到樂隊，取代正在接受背部手術的賈斯托。
亞特蘭大節奏部分創始人兼吉他手J. R. 科布和他的妻子 Bertha Ann“Bert”Absher 於1967年結婚並育有一子 Justin。他們在喬治亞州蒙蒂塞洛生活了30多年。2019年5月4日，科布在喬治亞州卡溫頓的皮埃蒙特牛頓醫院因心臟病去世，享年75歲。
2020年初，Lee Shealy從2017年起多次被要求取代鍵盤手Daughtry，在Daughtry宣布退出表演後，他正式回歸樂隊。
2014年，保羅‧戈達德去世。2022年3月12日，巴里‧貝利在睡夢中去世，享年73歲；此前多年他一直飽受多發硬化症困擾，身體狀況每況愈下。
2022年春季及夏季，在賈斯託不得不照顧他生病的妻子雪莉（她於7月11日去世）之後，樂隊的吉他手大衛·安德森擔任主唱。
亞特蘭大節奏部分聯合創始人兼鍵盤手Dean Daughtry於2023年1月26日在阿拉巴馬州亨茨維爾因自然原因去世，享年76歲。樂隊只剩下胡斯托成為最後倖存的原始成員。

## 樂隊成員
現任成員
- Rodney Justo – 主唱 （1970–1972年, 1983年, 2008年4月, 2011年至今）
- 史蒂夫·斯通– 貝斯、口琴、和聲(1986–1988年)、吉他(2006年至今主唱)、口琴、和聲(1988年至今)
- Justin Senker – 貝斯（1992–2011年，2014年6月至今）
- 大衛·安德森 – 吉他、歌手（2007年4月至今）
- 羅傑·史蒂芬 – 鼓手、伴唱（2016年3月至今）
- 李·希利 – 鍵盤、伴唱（2020年至今）

## 唱片目錄
- 《亞特蘭大節奏部分》(1972年)
- 《背靠牆》（1973年）
- 《第三屆白日夢》（1974年）
- 《Dog Days》(1975年)
- 《Red Tape》（1976年）
- 《搖滾另類》（1976年）
- 《香檳果醬》（1978年）
- 《Underdog」（1979年）
- 《你準備好了嗎？》（1979年）
- 《來自多拉維爾的男孩們》（1980年）
- 《Quinella》（1981年）
- 《結構形式的真理》（1989年）
- 《Partly Plugged》（1997年）
- 《Eufaula》（1999年）
- 《睜一隻眼睡覺－1983年未發行的專輯》（2010年）
- 《恕我直言》（2011年）
- 《來自地窖》（2012年）

## 外部連結
- 官方网站
- Atlanta Rhythm Section 的存檔，存档日期2012-07-16. at the New Georgia Encyclopedia
- 亞特蘭大節奏部分在Allmusic上的頁面
- 亞特蘭大節奏部分在互联网电影资料库（IMDb）上的資料（英文）